# Малая Княжая (деревня)
Малая Княжая — деревня в Кичменгско-Городецком районе Вологодской области.
Входит в состав Енангского сельского поселения (с 1 января 2006 года по 1 апреля 2013 года входила в Верхнеентальское сельское поселение), с точки зрения административно-территориального деления — в Верхнеентальский сельсовет.
Расстояние до районного центра Кичменгского Городка по автодороге — 95 км, до центра муниципального образования Нижнего Енангска по прямой — 31 км. Ближайшие населённые пункты — Устье Харюзово, Серебрянка, Большая Княжая.

## Население
| 2010 |
| ---- |
| 0    |